# Édouard Baldus
Édouard Baldus (* 5. Juni 1813 als Eduard Baldus in Grünebach; † 22. Dezember 1889 in Arcueil-Cachan) war ein deutsch-französischer Fotograf. Er ist einer der Pioniere der Fotografie und gilt als erster professioneller Architekturfotograf. Sein Werk Chemin de fer de Paris à Lyon et à la Méditerranée aus dem Jahr 1863 gehört zu den bedeutendsten Fotobüchern der Geschichte. Außerdem erfand er 1855 ein eigenes Verfahren zur Fotogravur (Héliogravure), das die Grundlage für eine umfangreiche verlegerische Tätigkeit wurde.

## Leben

### Aufwachsen im Rheinland und die Flucht vor der Justiz nach Frankreich

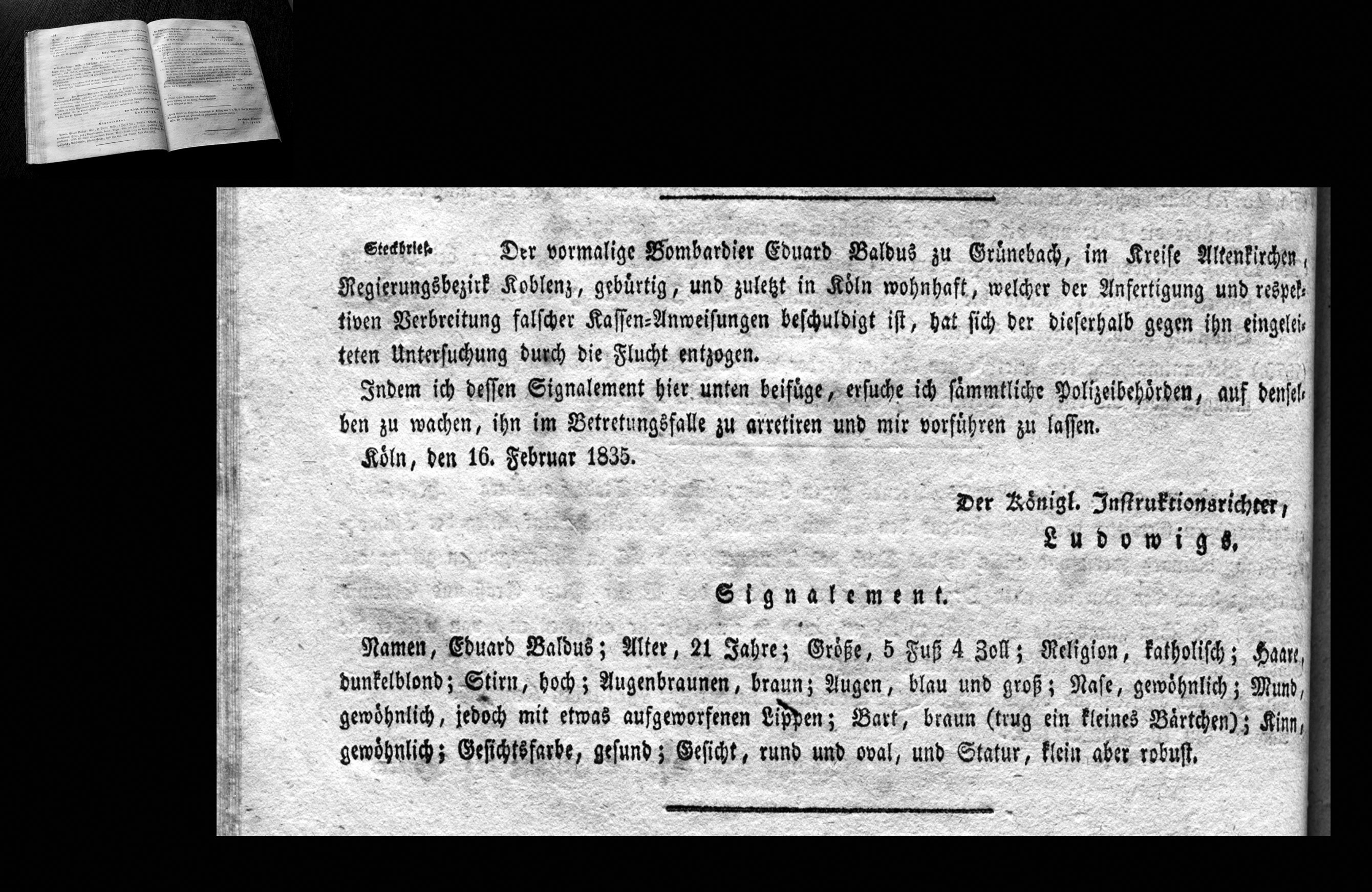
Steckbrief Eduard Baldus aus dem Jahr 1835

Er wurde am 5. Juni 1813 unter dem Namen Eduard Baldus als Sohn von Johann Peter Baldus und seiner Frau Elisabeth in Grünebach (seinerzeit Herzogtum Nassau, heute Rheinland-Pfalz) geboren. Über Eduards Kindheit und Jugend in Grünebach, dessen Alltag von Landwirtschaft und der Grünebacher Hütte geprägt war, ist nichts bekannt und bis vor kurzem galten „die ersten 25 Jahre seines Lebens als ein Rätsel.“
Erst jüngste Forschungen durch Peter Lindlein haben Licht in dieses Dunkel gebracht und Baldus' lange gehütetes Geheimnis zumindest teilweise gelüftet: In den frühen 1830er Jahren war er Soldat (Bombardier) in der preußischen Armee in der Rheinprovinz in Köln. Er kam dort mit dem Gesetz in Konflikt, wurde der „Anfertigung und respectiven Verbreitung falscher Kassen-Anweisungen“ (Geldfälschung) beschuldigt, entzog sich der gegen ihn eingeleiteten Untersuchung und der drohenden Todesstrafe durch Flucht und wurde deswegen im Frühjahr 1835 in der gesamten Rheinprovinz steckbrieflich gesucht. Eduard Baldus setzte sich schließlich nach Frankreich ab. Was er mitnahm, waren erste praktische Erfahrungen in der Drucktechnik.

### Weg zum erfolgreichen Fotografen in Frankreich

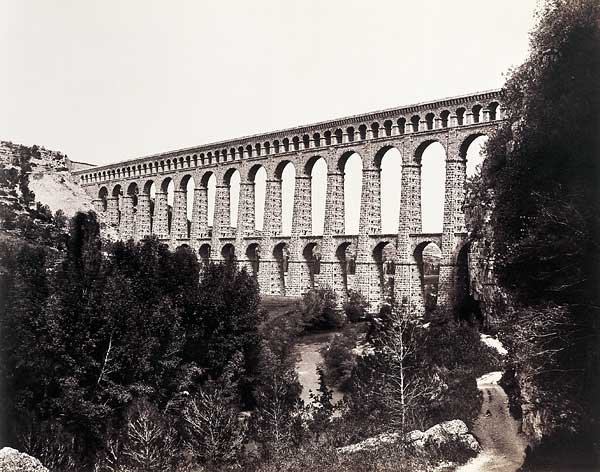
Aquädukt von Roquefavour

1838 lebte Eduard Baldus in Paris. Er passte seinen Vornamen der französischen Schreibweise „Édouard“ an. Er wollte Kunst studieren, ging vom Studium jedoch schnell zur Praxis über. Er erzählte von seinen Ausstellungen in Antwerpen, von einer Rundreise durch die USA als Porträtmaler, doch finden sich heute keinerlei Zeugnisse dafür. Vermutlich wurde dieser erfundene Lebenslauf von ihm angegeben, um seine Vergangenheit in Deutschland zu vertuschen. Dafür spricht auch, dass Baldus verwirrende Angaben über seine Herkunft machte: Mal nannte er Deutschland, mal Frankreich und mal die USA als sein Geburtsland, als Geburtsjahr gab er 1815 an.
Von 1841 an reichte er zehn Jahre lang beim alljährlichen Pariser Kunstsalon regelmäßig Gemälde ein. Seine Bilder – oft mit religiösen Motiven – wurden meist zurückgewiesen. Im Frühjahr 1845 heiratete er die zehn Jahre jüngere 22-jährige Elisabeth-Caroline Etienne. Zwei Töchter und ein Sohn machten das Paar schnell zur Familie, die es zu ernähren galt. Die Mitgift seiner Frau wurde von der Schwiegermutter aufgebessert, das Geld in Staatsanleihen angelegt, so dass die junge Familie von dem Zinsen einigermaßen leben konnte. Baldus erkannte schließlich, dass es abermals Zeit war, einen anderen Pfad einzuschlagen.
Bei dem Versuch sich neu zu erfinden, kam ihm eine Erfindung zupass, die bei seiner erstmaligen Ankunft in Paris gerade erst eine breitere Öffentlichkeit gefunden hatte, die Fotografie. 1848 erlernte auch Edouard Baldus diese neue Technik, widmete sich schließlich dann voll dieser Tätigkeit und fuhr 1849 als Fotograf in den Süden Frankreichs.

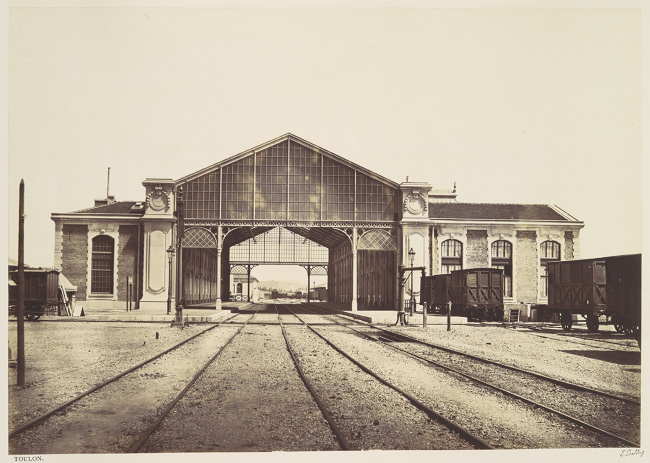
Toulon - Gare

Die Bilder, die er mitbrachte, fanden Anerkennung. 1851 wurde er Gründungsmitglied der Société Héliographique, der ersten fotografischen Gesellschaft. Gemeinsam mit Hippolyte Bayard, Gustave Le Gray und Auguste Mestral wurde er im gleichen Jahr von der Kommission für Denkmalspflege mit der Mission Héliographique betraut, die zur Aufgabe hatte, Frankreichs historische Bauten abzulichten. So reiste er unter anderem nach Fontainebleau, durch Burgund und die Provence. Seine Fotos beeindruckten durch Klarheit, Schönheit und Größe der Aufnahmen, letzteres weil er wohl mit als erster mehrere Negative zu einem Abzug kombinierte. Weitere große Regierungsaufträge waren die Folge, und nach wenigen Jahren schon galt er als der führende Architekturfotograf Frankreichs.

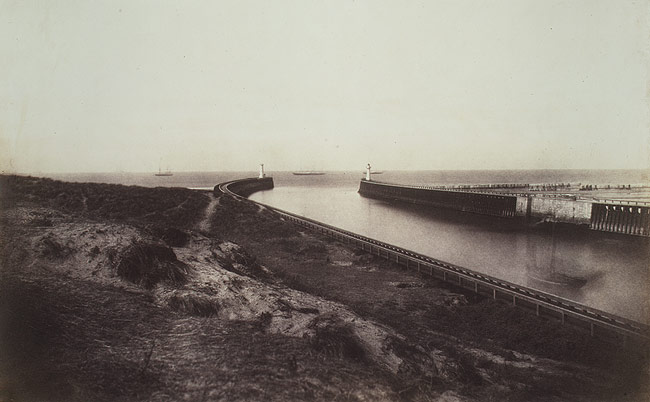
Boulogne - Entrée en port, aus dem Album Chemin de fer du Nord

Er stellte auf der Exposition Universelle ab dem Mai 1855 seine Bilder aus. Noch während der Ausstellung bekam er einen lukrativen Großauftrag: Baron James de Rothschild, Europas führender Bankier und Besitzer der Compagnie des chemins de fer du Nord, beauftragte ihn, von dieser nördlichen Eisenbahn und den Orten der Route ein Fotoalbum als Geschenk Rothschilds für Queen Victoria anzufertigen. Baldus machte sich ans Werk, reiste im Zug mit König Napoleon III. und Queen Victoria, fertigte Aufnahmen während des Besuchs der Königin und kombinierte diese mit Fotos aus seinem Portfolio zu einem Album mit fünfzig großen Abzügen. Das luxuriöse rote Lederalbum mit dem Titel Visite de Sa Majeste la Reine Victoria et de Son Altesse Royale le Prince Albert 18-27 aout 1855; Itineraire et vues du Chemin de fer du Nord ließ Rothschild Queen Victoria übergeben. Dieser Prachtband befindet sich heute in der Sammlung von Königin Elisabeth II. in den königlichen Archiven in Schloss Windsor.

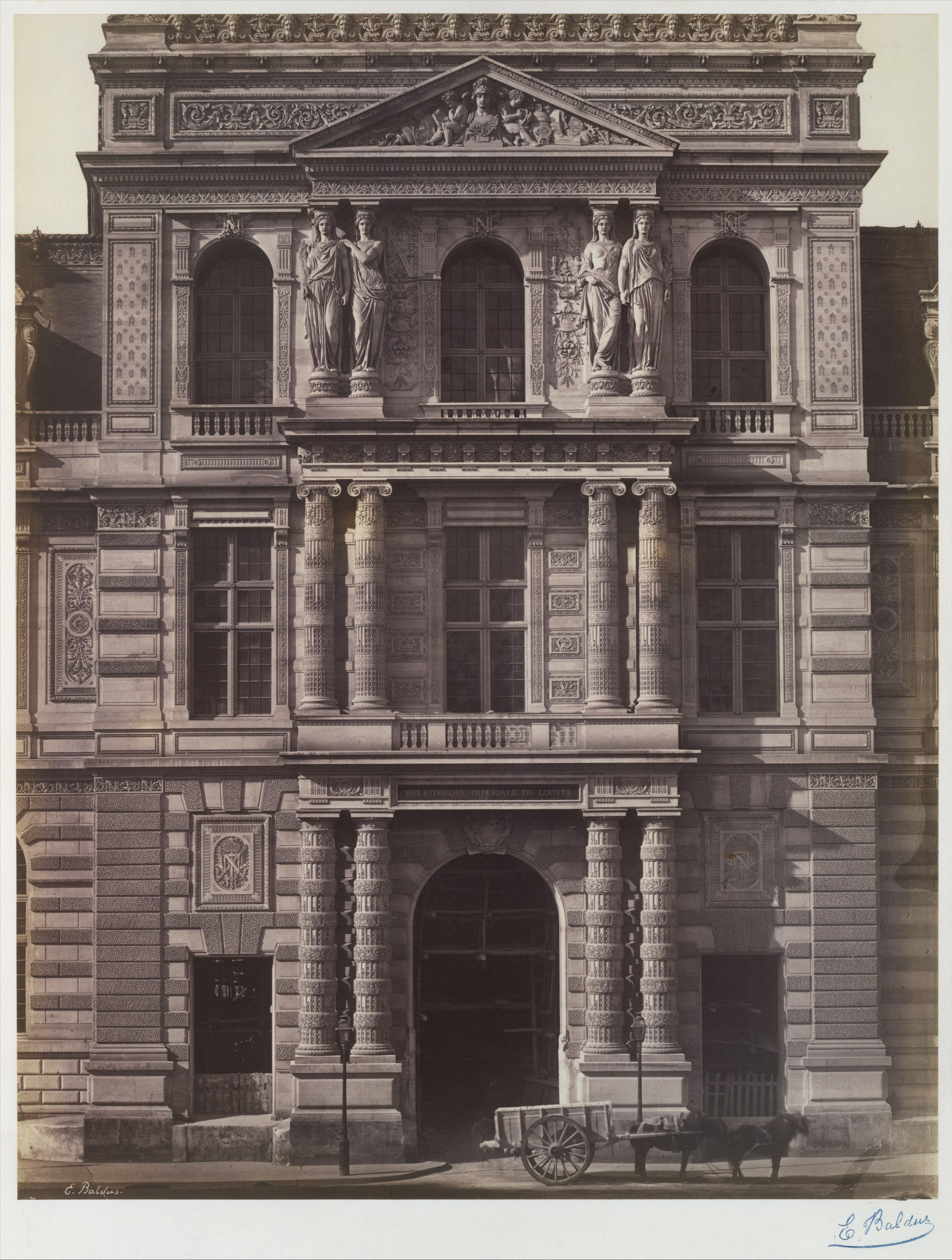
La Libraire impériale du Louvre

### Fotograf, Erfinder, Drucker und Verleger
Baldus hielt im Regierungsauftrag die großen Überschwemmungen der Rhone im Bild fest (1856), fotografierte im Auftrag von Napoleon III. den Bau des neuen Louvre  (1855–1858) und galt als einer der führenden Fotografen Frankreichs. Im Juni 1856 wurde sein Antrag auf die französische Staatsbürgerschaft auf der Basis ministerieller Berichte genehmigt, die ihm moralische und politische Rechtschaffenheit bescheinigten. Seine Arbeiten für die Regierung und zur Dokumentation der nationalen Kultur fanden große Anerkennung: Baldus bekam im August 1860 den Orden als „Chevalier“ der Ehrenlegion für seine Beiträge zum Fortschritt der Kunst der Fotografie, als Praktiker und Erfinder. Diese erfolgreiche berufliche Phase wurde überschattet vom Tod seiner Frau, die im Frühjahr 1858 im Alter von noch nicht einmal 35 Jahren starb.
1861 beauftragte ihn die Compagnie des chemins de fer de Paris à Lyon et à la Méditerranée (PLM), ihre Linie und Bauten zu fotografieren, und es entstand das zweite große Fotowerk von Baldus über die Eisenbahn. Dieses Eisenbahnwerk war in gewisser Weise eine Weichenstellung, bedeutete Abschluss und Neuanfang zugleich, denn mit der Tätigkeit für das Unternehmen PLM schien sein Interesse an den geschäftlichen Perspektiven der Fotografie noch mehr zu wachsen.
Baldus hatte schon seit Jahren ein kleines Unternehmen in der Rue d’Assas, das ein Dutzend Mitarbeiter und Gehilfen beschäftigte. Auch vertrieb er seine Arbeiten in halb Europa, doch die rasche Entwicklung der Fotografie und Verbilligung der Herstellungskosten eröffneten neue interessante Geschäftschancen. Er produzierte Serien von Pariser Aufnahmen und fertigte stereoskopische Aufnahmen in größeren Auflagen, mit durchwachsener Druckqualität.
Bereits 1855 hatte er ein eigenes Verfahren zur Fotogravur entwickelt, bei dem der Pigmentdruck auf eine Metallplatte übertragen, mit Asphalt bestäubt und anschließend geätzt wird, und die Bilder schließlich mittels dieser Druckplatte in einer Presse vervielfältigt werden. Baldus’ Verfahren war präzise und flexibel, ermöglichte sowohl Tiefdruck als auch Hochdruck. Seine Erfindung meldete er nicht zum Patent an, sondern hütete die Details des von ihm „Héliogravure“ genannten Verfahrens als Geschäftsgeheimnis.
Er entwickelte das Verfahren weiter, arbeitete mit Chromsalz und einer Eisenchloridlösung, was Grundlage seiner neuen Tätigkeit als Drucker und Verleger wurde. So erschienen in den späten 1860er Jahren großformatige Ansichtenwerke von seinen Fotografien der Architektur und Ornamente des Louvre und Palais des Tuileries, kurz bevor diese Bauwerke beim Aufstand der Pariser Kommune beschädigt bzw. zerstört wurden. Aber er veröffentlichte auf diese Weise auch Sammlungen mit Stichen der Werke des Architekten Androuet du Cerceau und des Kupferstechers Raimondi sowie in den 1870er Jahren seine eigenen Fotografien der Serie „Principaux Monuments de la France“.

### Konkurs und Lebensende
Der geschäftliche Erfolg des Fotografen, Chemikers und Verlegers hielt nicht Schritt mit dem Umfang der Aktivitäten. Nach der Produktion seiner Aufnahmen des neuen Rathauses Hôtel de Ville (1882–1884) geriet er zunehmend in finanzielle Schwierigkeiten. Er musste schließlich 1887 Konkurs anmelden. Wenig später starb Edouard Baldus im Alter von 76 Jahren am 22. Dezember 1889 in Arcueil-Cachan im Pariser Süden.

## Motive und Arbeitsweise

### Genres
Ein wesentliches Leitmotiv seiner Aufnahmen war das Spannungsfeld von Landschaft und den vom Menschen geschaffenen Werken. Die vielfältigen Genres bestimmten dabei auch seine öffentlichen und privaten Auftraggeber:
- Architektur, von historischen Denkmälern (Mission Heliographique 1851) bis zu modernen Bauten (Hotel du Ville 1884), bei letzteren auch des Bauprozesses.
- Eisenbahnlinien und -bauten, wie in den Eisenbahnalben für Baron Rothschild und die PLM. In den Bildern von Baldus werden aber weder die Eisenbahn als Transportmittel noch das Reisen direkt thematisiert und dargestellt, denn in den Aufnahmen sind zwar gelegentlich einzelne Frachtwaggons zu sehen, aber keine Lokomotiven und Züge, ja noch nicht einmal der Dampf einer Lokomotive.[8]
- Kunst und Kunsthandwerk, wie in den Aufnahmen der Dokumentierung der Skulpturen des Louvres und der Tuilerien.
- Dass Baldus 1854 auf einer Landwirtschaftsausstellung die preisgekrönten Rinder, Schafe und Schweine im Auftrag des Landwirtschaftsministeriums auf Fotos festgehalten hatte, dürfte bis zur Erwähnung in Malcolm Daniels Essay[9] gänzlich vergessen gewesen sein.
- Immer wieder verstand es Baldus aber auch bei seinen Auftragsarbeiten, sich Freiräume zu schaffen und zu nutzen. So entstanden auch die naturnahen Landschaftsaufnahmen, wie etwa in der Auvergne.
- Weniger bekannte Genres in seinem Werk sind die Aufnahmen eines Ausflugs einer eleganten Gesellschaft in einen Schlosspark (Château de la Faloise, 1857) sowie seine – auch nur in sehr geringer Zahl erhaltenen – Porträtaufnahmen von Künstlern und Kindern.

Klar wird bei dieser Palette von Genres, dass die Definition von Baldus als reiner Landschafts- oder Architekturfotograf wichtige und bedeutende Teile seiner Arbeit ausblenden würde.

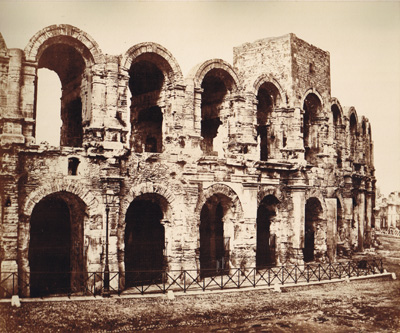
Architektur: Arles - Theatre Romain, c.1860
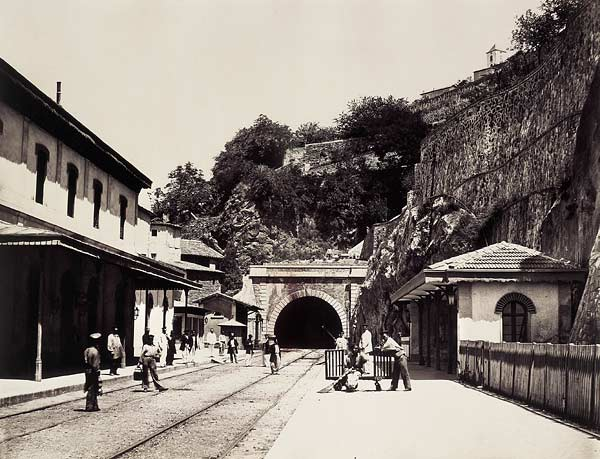
Eisenbahn: Vienne. Souterrain 1861
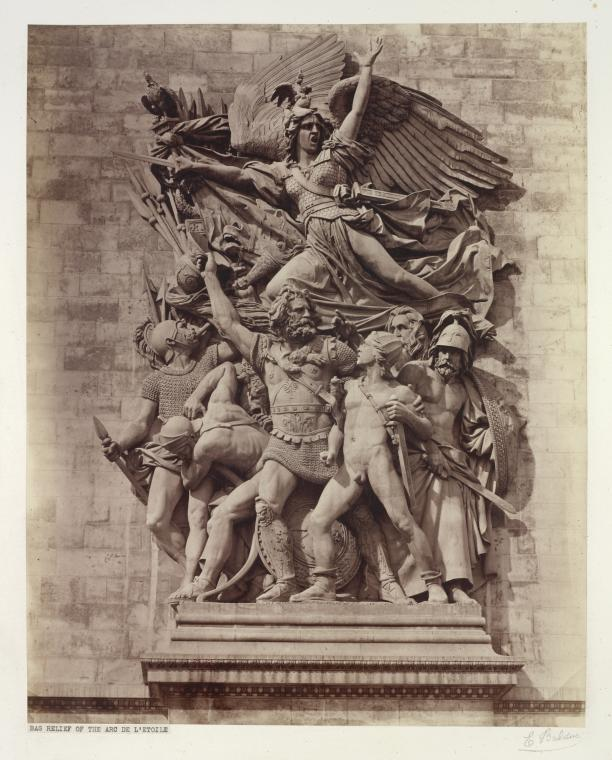
Kunst und Kunsthandwerk: Bas Relief of the Arc de l'Etoile, 1856
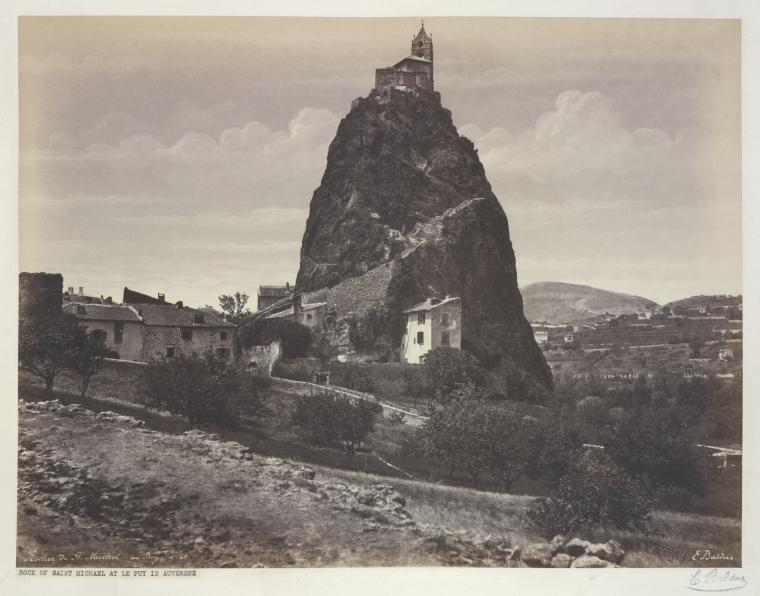
Landschaftsaufnahmen: Rocher de St. Michel au Puy, 1854
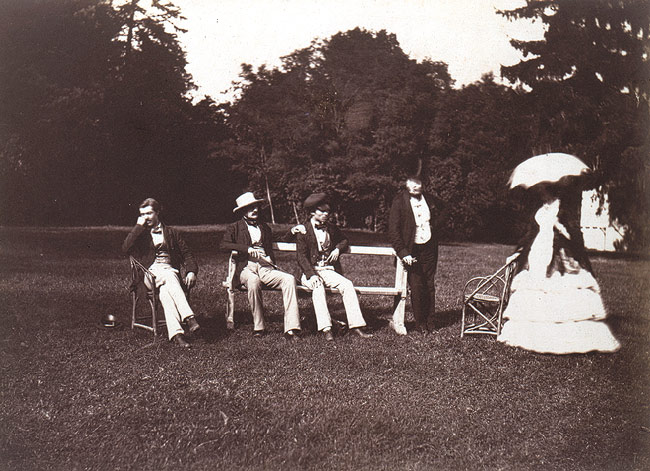
Gesellschaftsleben: Château de la Faloise, 1856
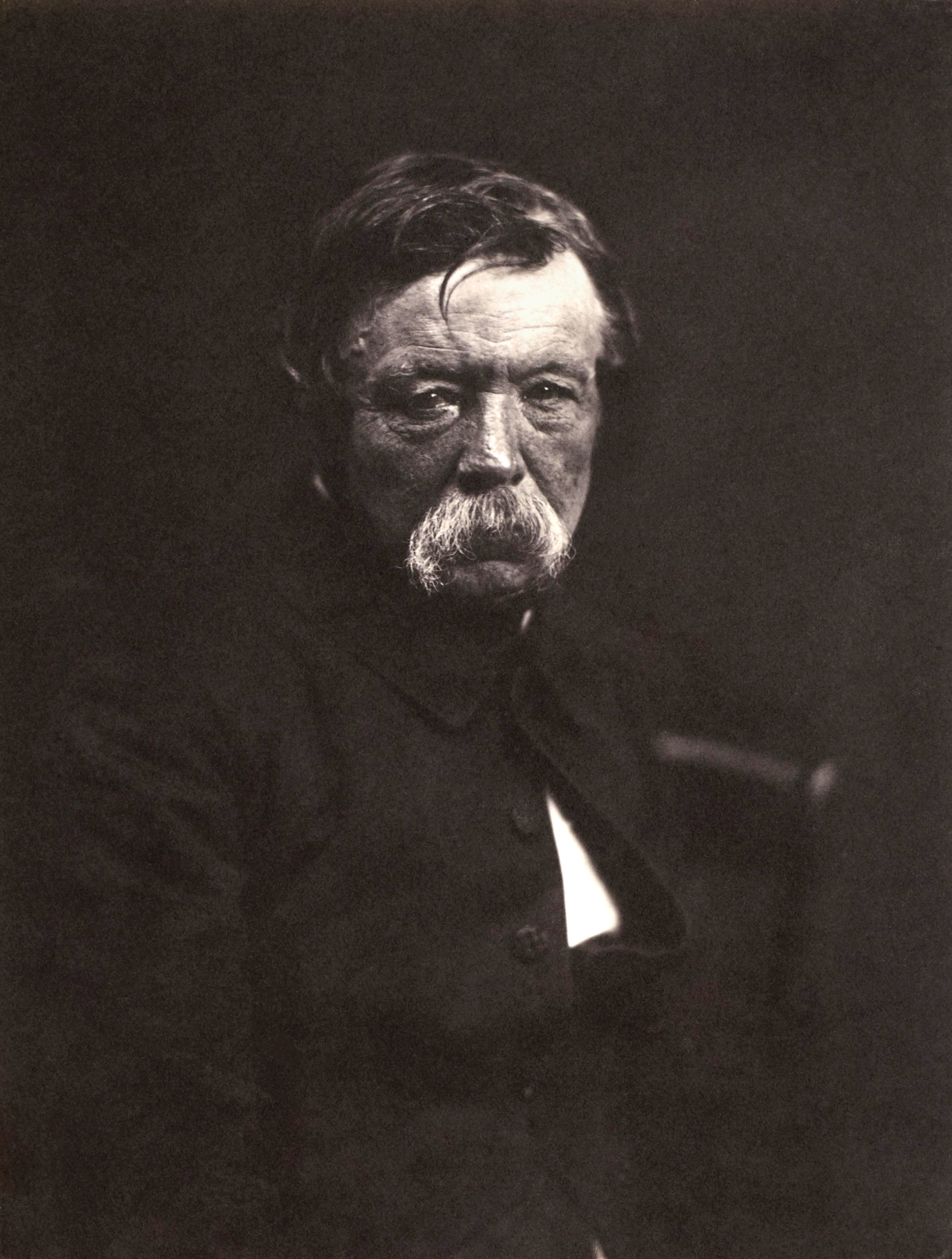
Porträts: Pierre Jean David d’Angers, französischer Bildhauer, 1853

### Foto- und Aufnahmetechnik
In den Jahren von 1849 bis 1857 erstellte Baldus Kalotypien, Salzpapierabzüge von Papiernegativen. Dabei nutzte er bald seine eigenen Verbesserungen des Verfahrens mit Wachspapier, um detailreichere Abzüge zu erstellen. Gegen Ende dieser Jahre verwendete er schließlich vermehrt wegen der doch höheren Präzision Glasnegative zur Herstellung seiner Salzpapierabzüge. Ab 1858 nutzte er das Kollodiumverfahren schließlich auch für Albuminabzüge, die von seinen Zeitgenossen wie Gustave LeGray schon etwas länger mit großem Erfolg genutzt worden waren.
Baldus arbeitete von Anfang an mit großen Formaten. Da Vergrößerungen seinerzeit noch nicht möglich waren, und somit die Negative das Format der Bilder bestimmten, verwendete er sehr große Negative (meist 35 × 45 cm), um ausdrucksvolle und detailreiche Bilder zu schaffen. Dies reichte ihm jedoch noch nicht: Schon während der Mission Heliographique 1851 kombiniert er mehrere Negative zu großformatigen Bildern. Seine Aufnahme der Kathedrale Saint-Etienne in Auxerre gilt laut Mondenard als erste bekannte Montage von Negativen. Auf der Weltausstellung 1855 präsentierte Baldus eine 130 cm große Ansicht des Lac de Chambon. Dabei bevorzugte er zur Vermeidung von perspektivischen Verzerrungen die Montage einzelner Negative und nutzte später auch nur kurz die von Félix-Napoléon Garella entwickelte spezielle Panoramakamera. Die Überschwemmungen von Avignon dokumentierte Baldus 1856 mit einem 250 cm breiten Panoramabild, das sich aus sieben Einzelaufnahmen zusammensetzte.
Die Montagetechnik nutzt er auch, um in engen Räumen verzerrungsfreie Aufnahmen zu schaffen. So wurden für das Bild des 'Cloister of Saint Trophime' Teile aus zehn Negativen zusammengefügt. Doch nicht nur durch Montage gestaltete er seine Bilder, sondern er retuschierte auch. Dabei fügte der Maler in ihm nicht nur gelegentlich ein paar Wolken oder auch mal ein Flussufer hinzu, sondern der Fotograf entfernte ihn störende Bäume und Gebäude, um das ihm Wesentliche besser in Bild und Blick zu rücken.
Mit seiner – wenn auch nicht von Erfolg geprägten – aber doch langjährigen Erfahrung als Maler wusste Baldus, Standpunkt, Perspektive und Ausschnitt der Aufnahme wohl zu wählen. Auch bei Frontalaufnahmen gab er dem Vordergrund Platz und erlaubte dem Betrachter so, das Motiv in den Raum, die von Menschen geschaffenen Bauwerke in die Landschaft einzuordnen. Die Menschen selbst kommen in seinen Landschafts- und Architekturbildern meist nur zum Größenvergleich vor. Die Bildgeometrie der Aufnahmen wurde dabei stark bestimmt von den Linien der Flüsse, Eisenbahnstrecken und Gebäudeumrissen und – strukturen, die Baldus geschickt für eine Blickführung des Betrachters zu nutzen wusste.
Seine Aufnahmen bringen Licht ins Dunkel, arbeitete er doch oft mit dem weichen Licht des Morgens oder späten Nachmittags, um Kontraste zu mindern und detailreiche Halbschatten zu zeigen. Bei anderen Aufnahmen nutzte er die senkrecht stehende Mittagssonne zur Vermeidung jeglicher Schatten. So bildete sich nach und nach Baldus’ eigener Stil: Große und klare, dabei aber detailreiche Aufnahmen von außergewöhnlicher Präzision, mit einer 'Vorliebe für Ordnung und Stillstand', und dadurch monumental wie zeitlos wirkende Bilder.

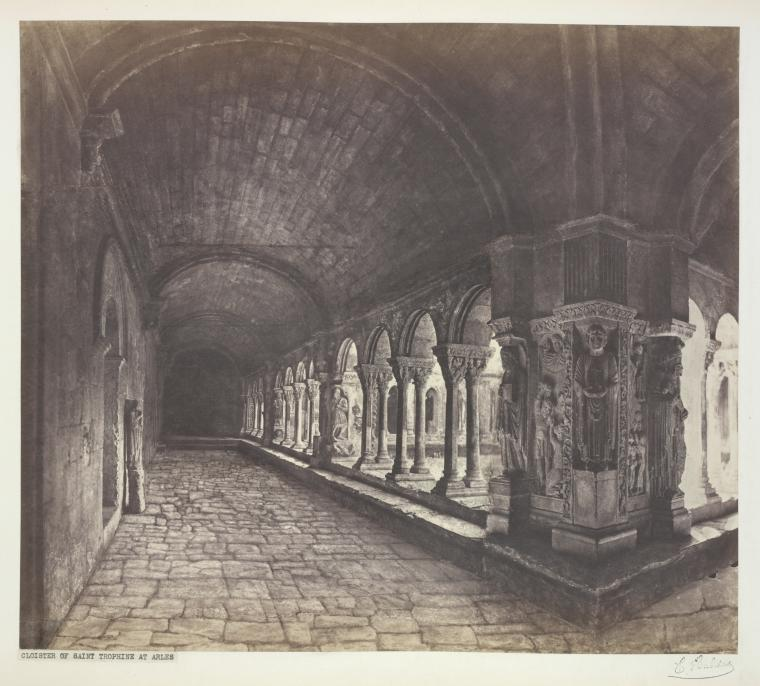
Montage: Cloister of Saint Trophime in Arles 1851, zusammengesetzt aus Teilen von zehn verschiedenen Negativen
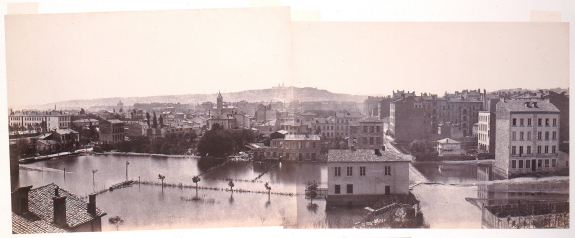
Panorama: Lyon während der Überschwemmungen 1856, Bildbreite 89 cm
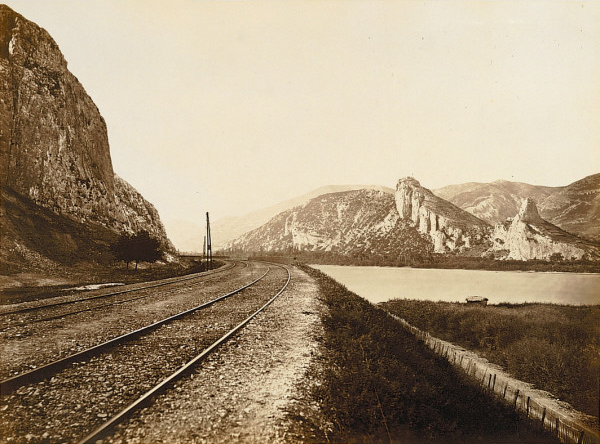
Linienführung: Donzère, aus dem Album Chemin de fer de Paris à Lyon et à la Méditerranée
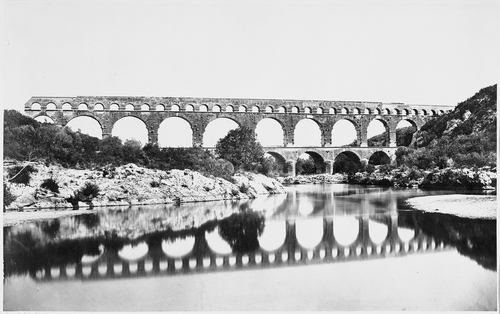
Vordergrund zur Symmetriebildung: Pont du Gard

## Leistungen und Bedeutung für die Fotografie

### Technische Innovationen
Baldus erfand ein spezielles Wachspapierverfahren für Papiernegative und -positive, das er auch veröffentlichte. Mit diesem Verfahren arbeitete er selbst über ein Jahrzehnt und erzielte damit hervorragende Resultate, die in Präzision und Klarheit Maßstäbe setzten. Das Verfahren fand allerdings selbst wenig Verbreitung, auch weil er nur ausgewählten Schülern praktischen Unterricht hierzu gab.
Seine zweite technische Erfindung war sein Verfahren zur Herstellung von Heliogravüren im Jahr 1855, das er jedoch nicht patentieren ließ. Die Ergebnisse wurden allerdings auch international vorgestellt und sehr geschätzt. Diese Heliogravüren wurden die Grundlage von Baldus’ unternehmerischer Tätigkeit; deren Ende setzte jedoch auch den Schlusspunkt für das Verfahren.
Beide Erneuerungen setzten Standards für die Qualität der fotografischen Erzeugnisse, wurden jedoch nach einigen Jahren von anderen technischen Verfahren überholt und blieben kurze Seitenlinien in der technischen Entwicklung der Fotografie.

### Künstlerische Leistungen
Seine Zeitgenossen, allen voran der Chefredakteur der Zeitschrift 'La Lumière' Ernest Lacan, lobten immer wieder Baldus' Werke wegen ihrer technischen Präzision und großen künstlerischen Ausstrahlung. War Baldus auch lange vergessen, so gilt diese Wertschätzung heute wieder, was seine Einordnung in der Geschichte der Photographie belegt: Baldus schuf das Paradigma des dokumentarischen Stils dieser Ära durch seine Auffassung der bildlichen Gestaltung und sein Gefühl für die Feinheiten des Lichts, wodurch die Bilder über ihren unmittelbaren Darstellungszweck hinaus Vergnügen bereiten.
Heute gelten sein Album photographique du Train Impérial von 1855 und der Band Chemin de fer de Paris à Lyon et à la Méditerranée von 1863 als Meilensteine in der Unternehmensfotografie.
Wesentliche innovative Beiträge von Baldus für die Fotografie als Kunst, die ihn auch zu einem heute noch bedeutenden Pionier der Fotografie machen, waren:
- Baldus formte die klassische Art der Architekturfotografie.[23]
- Er nutzte wohl als erster die Montage von Negativen, sei es als großes Panorama oder zur Vermeidung von perspektivischen Verzerrungen in beengten Raumverhältnissen.[24]
- Er schuf eine neue Kunst der fotografischen Dokumentation (Louvre, Überschwemmungen) und etablierte das Fotoarchiv als neue Dimension der Kunst (Louvre).[25]

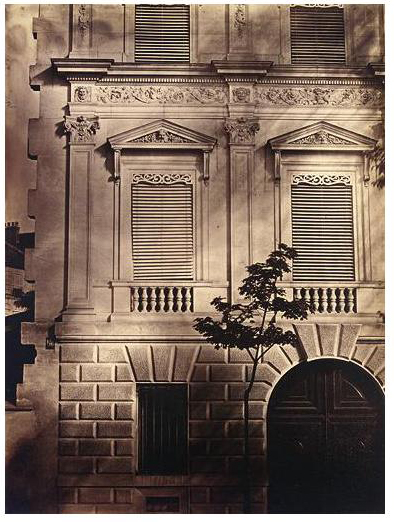
Auktionsrekord für Baldus - Fassade eines Pariser Hotels (Baldus zugeschrieben) - Zuschlag bei EUR 300.000

Von Bedeutung sind allerdings auch die indirekten künstlerischen Wirkungen seines Schaffens, nämlich als Verleger durch die Veröffentlichung seiner Werke, insbesondere die der Baukunst. Dies gilt besonders für seine Bände mit den Baudetails des Louvre, die seinerzeit als Vorlagen- und Modellbücher für Architekten in aller Welt dienten.

### Nachruhm
In seiner Heimat ist der Familienname Baldus zwar heute noch geläufig, aber kaum einer verbindet damit einen großen Fotografen. Auch in Frankreich war Baldus, der erste professionelle Architekturfotograf, der Fotograf der Eisenbahnen und des Fortschritts, lange aus dem Blickfeld verschwunden. Doch seit Anfang der 1980er Jahre finden Baldus und seine Aufnahmen wieder verstärkt Interesse – wohl auch ein Reflex auf die ‘Neue Topographie’ in der Fotografie der 1960er und 1970er Jahre. Néagu und Heilbrun sehen in ihm den ersten modernen Fotografen überhaupt, seien seine Bilder doch die Geburt der modernen Wahrnehmung und nahmen die Alben mit seinen Reihen bevorzugter Motive, etwa den Eisenbahnbrücken, die Serienkonzepte August Sanders und der Bechers gar um ein halbes bzw. ein ganzes Jahrhundert vorweg. Meisterwerke wie sein „Minotaure“ erinnern heute an Atget oder Friedlander, aber sie wurden viele Jahrzehnte vor ihnen aufgenommen.
Im Jahr 1977 wurden Fotoarbeiten von Baldus auf der documenta 6 in Kassel in der berühmten Abteilung Fotografie gezeigt, die den Zusammenhang zur zeitgenössischen Kunst im Kontext von „150 Jahren Fotografie“ darstellte.
Doch es ist erst die akribische Arbeit von Malcolm Daniel, der – zunächst mit seiner Doktorarbeit – später dann als Curator des Metropolitan Museum of Art in New York das Leben, Schaffen und Werk von Baldus systematisch und eingehend untersuchte, und es mit großen Ausstellungen im MET (1994), in Montreal und Paris (1995) sowie einem umfangreichen Band von 300 Seiten der Öffentlichkeit präsentierte.
Martin Parr und Gerry Badger nahmen 2006 Baldus Album „Chemin de fer de Paris à Lyon et à la Méditerranée“ aus dem Jahr 1863 in ihren Kanon der bedeutendsten Fotobücher der Geschichte auf. Solche Wertschätzung schlägt sich auch in hohen Preisen der Originalfotos von Baldus im Kunstmarkt und auf internationalen Auktionen nieder.

## Werke

### Fotoserien
- Mission Héliographique, 1851, 71 Aufnahmen noch vorhanden
- Villes de France Photographiées, 1853–60, 69 Aufnahmen
- Inondations du Rhône à Lyon et Avignon, 1856, 25 Aufnahmen

### Foto-Alben
- Album photographique du Train Impérial - Album de Chemin de fer du Nord. Ligne de Paris à Boulogne. Auftragsarbeit für Baron Rothschild (Queen Victoria Album) mit 50 Aufnahmen. Paris 1855. Es existieren Varianten mit kleineren Formaten und leicht geändertem Titel aus späteren Jahren, deren Bilder jedoch nicht alle von Baldus stammen.
- Réunion des Tuileries au Louvre. 1852–1857. Recueil de photographies publié par ordre de S. Exc. Mr. Achille Fould, Ministre d'Etat et de la Maison de l'Empereur. Paris 1857. 4 Bände mit insgesamt mehr als 2000 Aufnahmen von Baldus. Auflage 36
- Chemin de fer de Paris à Lyon et à la Méditerranée, Paris 1863. Auftragsarbeit für die Compagnie Paris-Lyon-Méditerranée (PLM). Album mit 69 Aufnahmen. Auflage 40 (von Daniel geschätzt), wovon noch 11 existieren.

### Gedruckte Veröffentlichungen mit Aufnahmen von Baldus
- Vitraux de l’Église Sainte Clotilde. Composés et dessinés par Auguste Galimard; et photographiés par Edouard Baldus, Paris 1853. 11 Fotos von Baldus
- Histoire de Artistes Vivantes, Paris 1853/54. Enthält drei von Baldus erstellte Porträtfotos (Chenavard, David d'Angers, Jeanron) sowie 9 Fotos von Gemälden.
- Palais du Louvre et des Tuileries. Motifs de décorations tirées des constructions exécutées au Nouveau Louvre et au Palais des Tuileries, sous la dir. / de M. H. Lefuel,...; héliogravures par Baldus; Paris E. Baldus (17 rue d'Assas) 1869–1871; 2. Auflage 1874. 300 Heliogravuren
- Palais de Versailles, Paris E. Baldus (17 rue d'Assas), um 1870; 2. Auflage bei A. Morel 1877 erschienen. 100 Heliogravuren
- Les Monuments Principaux de la France. Reproduits en Heliogravure par E. Baldus. Paris E. Baldus (17 rue d'Assas) um 1870, 2. Auflage A. Morel Paris 1875. 45 von 60 Heliogravuren erschienen.
- Reconstruction de l’Hotel de Ville de Paris par T.Ballu et Deperthes, Paris 1884, Varianten von 60-100 Heliogravuren

### Gedruckte Veröffentlichungen mit Heliogravuren. Von Baldus erstellt und publiziert
- Recueil d’Ornements, Paris 1866, 100 Tafeln
- Œuvre de Marc-Antoine Raimondi, Paris 1867, 40 Tafeln
- Œuvre de Jaques Androuet dit Du Cerceau, Paris (1869)

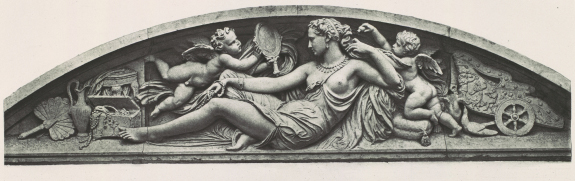
Heliogravure - Palais du Louvre et des Tuileries